# Rigassificatore di Panigaglia

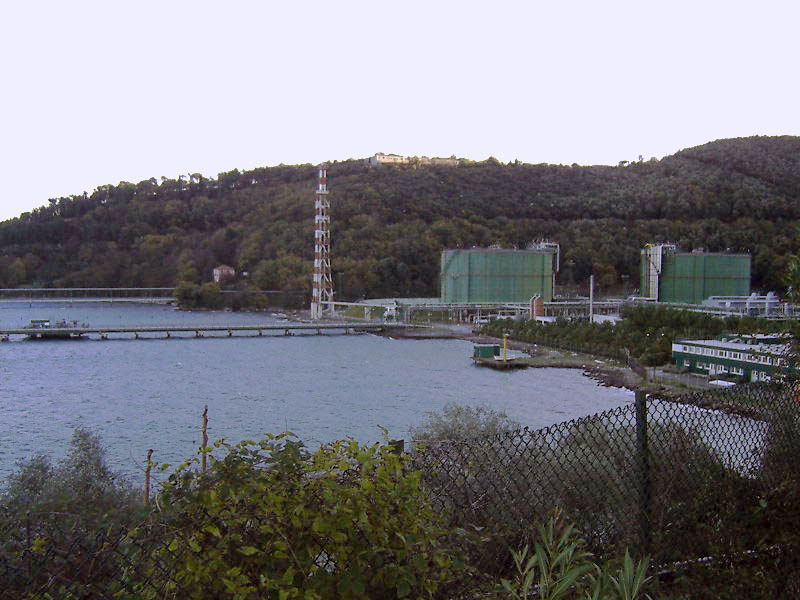
Veduta dell'impianto

Snam-panigaglia è un impianto per la ricezione di gas naturale liquefatto (GNL) e la sua rigassificazione che si trova a Panigaglia, località del Golfo della Spezia nel territorio del comune di Portovenere.
L'impianto è stato progettato e costruito (intorno alla fine degli anni '60 - inizi '70) dalla società SNAM sulla base di un primo progetto di massima della società Esso che aveva costruito l'impianto di liquefazione a Marsa el Brega in Libia ed era l'iniziale proprietaria delle navi metaniere.
Successivamente (anni '90) lo stabilimento è stato rimodernato per renderlo compatibile con la qualità dei gas liquido proveniente da altri Paesi.
Lo stabilimento è di proprietà della Gnl Italia, società costituita per ricevere, detenere e gestire le attività svolte da Snam relative alla rigassificazione di gas naturale liquefatto. 

Fino al maggio 2009 è rimasto l'unico impianto di rigassificazione di questo tipo attivo in Italia. Da quella data è attivo il Terminale GNL Adriatico posizionato al largo di Porto Levante, frazione di Porto Viro (provincia di Rovigo).
È l'unico rigassificatore on shore in Italia, costruito vicino a un centro abitato e a un capoluogo di provincia  prima della Direttiva Seveso, e indicato come impianto ad alta probabilità di incidente rilevante.

## Generali

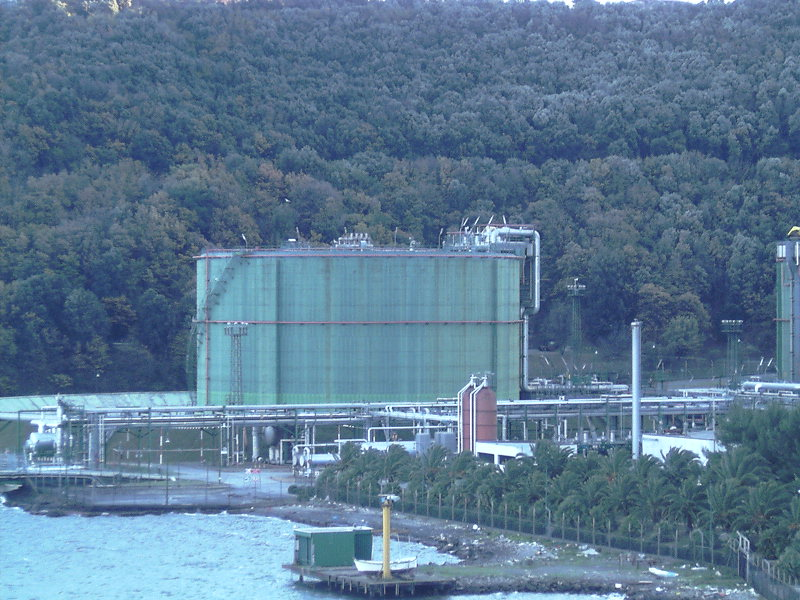
Il serbatoio verso mare

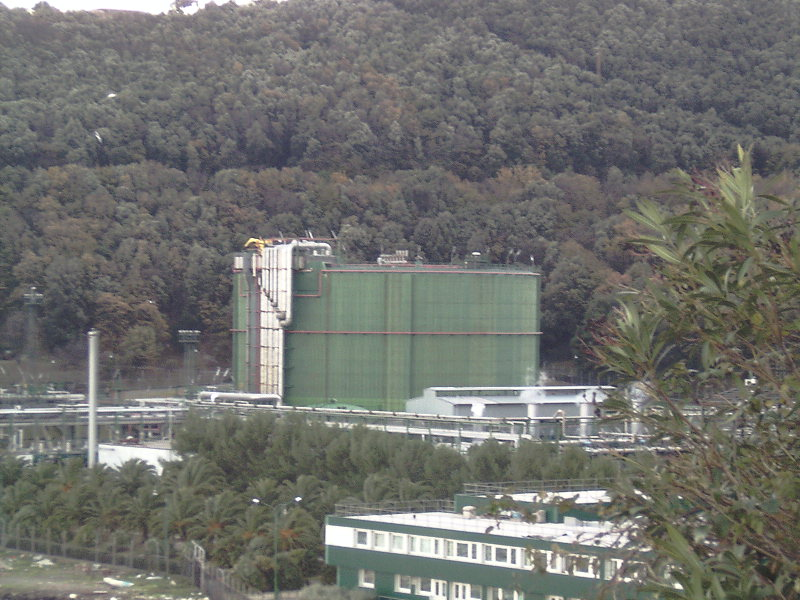
Il serbatoio verso monte

Nel suo complesso l'impianto è costituito dal pontile per l'attracco delle navi metaniere, dai serbatoi di stoccaggio del gas liquefatto, dai dispositivi che permettono di riportarlo allo stato aeriforme e di convogliarlo nella rete nazionale.

Attualmente ha una capacità di rigassificazione di 3,4 miliardi di Sm³/anno (metri cubi standard). È in corso di studio l'ampliamento dell'impianto per raggiungere la capacità di 8 miliardi di Sm³/anno.
Lo stabilimento di rigassificazione di Panigaglia è costituito dalle seguenti sezioni:
- ricezione: è costituita dall'area di attracco delle navi metaniere (capacità di carico che varia da 25000 fino a 65000/75000 m³), dai bracci di scarico e dalla linea di trasferimento ai serbatoi costituita da una condotta che percorre un pontile di circa 500 m; dalle navi metaniere il gas liquefatto va direttamente ai serbatoi di stoccaggio, attraverso una tubazione coibentata che corre lungo una parte del pontile d'ormeggio.
- stoccaggio: consta di due serbatoi cilindrici verticali, ognuno con una capacità di circa 50.000 m³, in cui il gas viene mantenuto ad una temperatura di circa –160 °C e ad una pressione poco superiore a quella atmosferica;
- rigassificazione: viene ottenuta mediante vaporizzatori a fiamma sommersa;
- recupero vapori: i vapori prodotti dai serbatoi vengono convogliati mediante compressori ad una colonna per la loro ricondensazione;
- correzione del gas finale: viene eseguita mediante l'utilizzo di compressori che portano il gas alla pressione della rete di trasporto e quindi per garantire l'intercambiabilità del GNL rigassificato con gli altri gas naturali trasportati nel metanodotto;
- sistemi ausiliari: si tratta di attività di supporto al processo principale come la sottostazione elettrica, il sistema antincendio, i sistemi per lo smaltimento della temperatura e la stazione di misura della qualità e della quantità del gas immesso in rete;
- sistemi di sicurezza: sistemi per l'acquisizione, elaborazione e regolazione dei parametri di processo, e la supervisione dell'impianto e sistema di automazione e blocco per la messa in sicurezza automatica dell'impianto in caso di emergenza.

## Problematiche e proposte di ampliamento
L'impianto di Panigaglia è soggetto alla normativa Seveso ed è classificato come industria "a rischio di incidente rilevante". Al 2024, il limite di navigabilità è a soli 300 metri dall'impianto, mentre a Livorno è di 6 km.
In seguito al blocco della costruzioni di altri impianti di rigassificazione nel territorio italiano, la proprietà, nel giugno 2007, ha ipotizzato la possibilità di aumentare la capacità produttiva dell'impianto di Panigaglia, sollevando enormi polemiche sul territorio e manifestazioni degli abitanti. Si è discusso della costruzione di una seconda centrale a turbogas, oltre all'ampliamento del rigassificatore.

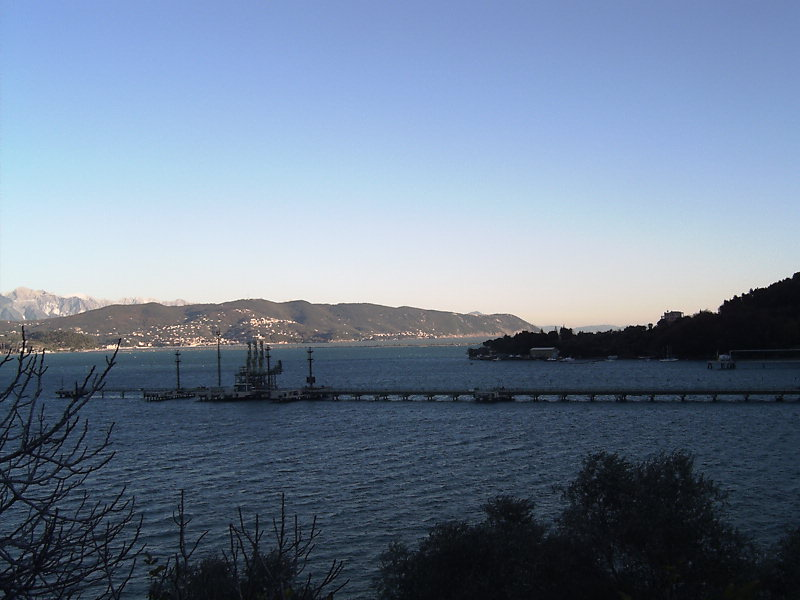
Altra veduta

Già nel 2007, a seguito del commissariamento del comune di Portovenere, il commissario prefettizio ha indicato la propria contrarietà ad eventuali aumenti dell'impianto, indicazione, peraltro, di nessuna valenza politica.
Al settembre 2007, tutti i comuni del golfo spezzino (Lerici, La Spezia e Portovenere) si sono dichiarati contrari a qualsiasi ipotesi di ampliamento dell'impianto. La proposta è stata definitivamente bocciata nell'agosto 2008, con il voto congiunto di comune di Portovenere, Provincia della Spezia e Regione Liguria. Ciò nonostante, il 22 settembre 2010, i ministri Stefania Prestigiacomo e Sandro Bondi firmano il decreto per il via libera al quasi triplicamento del rigassificatore.
Il tema della sicurezza dell'impianto è uno dei nodi in discussione. È stato reso pubblico un documento della società SicurFire che paventava una serie di problematiche sul rischio incendi e incidenti incontrollati anche per il sito del rigassificatore di Panigaglia.
Il progetto di ampliamento riceve alcune critiche dal punto di vista dell'incongruenza con la pianificazione urbanistica vigente:
1. il Piano territoriale di coordinamento paesaggistico della Regione Liguria prevede interventi che “non comportino aumento della capacità di stoccaggio esistente“ (provvedimento Regione Liguria prot. N. 153980/2674);
2. il Piano territoriale di coordinamento provinciale della Spezia fissa al 21 maggio 2013 i termini della “validità della concessione relativa all'esercizio dell'impianto”;
3. il Piano urbanistico comunale destina l'area della baia occupata dall'impianto, a zona industriale (D1), nella quale non risulta ammessa espansione delle attrezzature e degli impianti esistenti.

Nel novembre 2022 la società norvegese Norconsult ha proposto lo stabilimento in caverna con tunnel per l’ingresso delle navi e per il traffico delle autobotti, da realizzarsi col project financing e una concessione quarantennale. L'impianto integrerebbe così una stazione di pompaggio per le autobotti criogeniche per l'autotrazione che riforniscono di GNL la rete autostradale.
L'Autorizzazione integrale ambientale  del luglio 2023 prescrive una riduzione del 40% delle emissioni degli ossidi di azoto, fissando il limite massimo a 150 microgrammi per metro cubo. L'autorizzazione prevede la riqualificazione dell'impianto con la sostituzione dei 4 vaporizzatori con macchinari più efficienti. I report obbligatori del gestore sono abbinati a controlli dell'Arpal per conto della provincia.